# Claude Gibson
Claude "Hoot" Gibson (Spruce Pine, 17 luglio 1936) è un ex giocatore di football americano statunitense che ha militato nel ruolo di cornerback nell'American Football League (AFL).

## Carriera
La versatilità, la velocità e la personalità messe in mostra da Gibson al college lo portarono ad essere scelto nel terzo giro del Draft NFL 1961 (33º assoluto) dai Chicago Bears ma optò per firmare con i San Diego Chargers dell'American Football League. Giocò per due stagioni sotto la direzione dell'allenatore membro della Pro Football Hall of Fame Sid Gillman a San Diego, guidando la lega in intercetti nel 1962. Nella sua prima stagione, i Chargers persero contro gli Houston Oilers, 10–3, la finale di campionato. 
Nella sua prima stagione da professionista, i compagni dei Chargers gli diedero il soprannome "Hoot." "Durante la mia carriera professionistica non ho mai visto un giornale nominarmi come Claude", disse Gibson. "Era 'Hoot' ovunque andassi ed è così anche oggi."
Dopo la stagione 1962, Gibson fu scambiato con gli Oakland Raiders, allenati da Al Davis. Sia nel 1963 che nel 1964 guidò la lega in ritorni su punt, l'unico giocatore della storia moderna a riuscirvi in due anni consecutivi. Gibson detiene la terza media di sempre per ritorno di punt tra i giocatori con 75 o più ritorni. Ritornò 110 punt per 1.381 yard a una media di 12,1 yard l'uno, segnando tre touchdown. Si ritirò all'età di 27 anni, diventando un osservatore per i Raiders. 